# Nathalie Gastineau
Pour les articles homonymes, voir Gastineau.
Nathalie Gastineau, née le 23 avril 1981 à Cognac (Charente), est une kayakiste française pratiquant la descente.

## Palmarès

### Championnats du monde
- 2010 à Sort,  Espagne
  - 4e place en sprint K1
  - Médaille d'or en sprint K1 par équipe
- 2008 à Ivrée,  Italie
  -  Médaille d'or en sprint K1
  -  Médaille d'or en sprint et classique K1 par équipe
- 2006 à Karlovy Vary,  République tchèque
  -  Médaille de bronze en classique K1 par équipe
  -  Médaille d'argent en sprint K1
- 2004 à Garmisch,  Allemagne
  -  Médaille de bronze en sprint K1

### Championnats d'Europe
- 2005 à Chalaux,  France
  -  Médaille d'or en kayak par équipe
  - 2003 à  Karlovy Vary,  République tchèque médaille d'argent en K1 sprint